# Вехинген (Баварска)
Вехинген (њем. Wechingen) општина је у њемачкој савезној држави Баварска. Једно је од 43 општинска средишта округа Донау-Рис. Према процјени из 2010. у општини је живјело 1.379 становника. Посједује регионалну шифру (AGS) 9779226.

## Географски и демографски подаци
Вехинген се налази у савезној држави Баварска у округу Донау-Рис. Општина се налази на надморској висини од 413 метара. Површина општине износи 24,0 km². У самом мјесту је, према процјени из 2010. године, живјело 1.379 становника. Просјечна густина становништва износи 57 становника/km².